# Дерево-полімерний композит

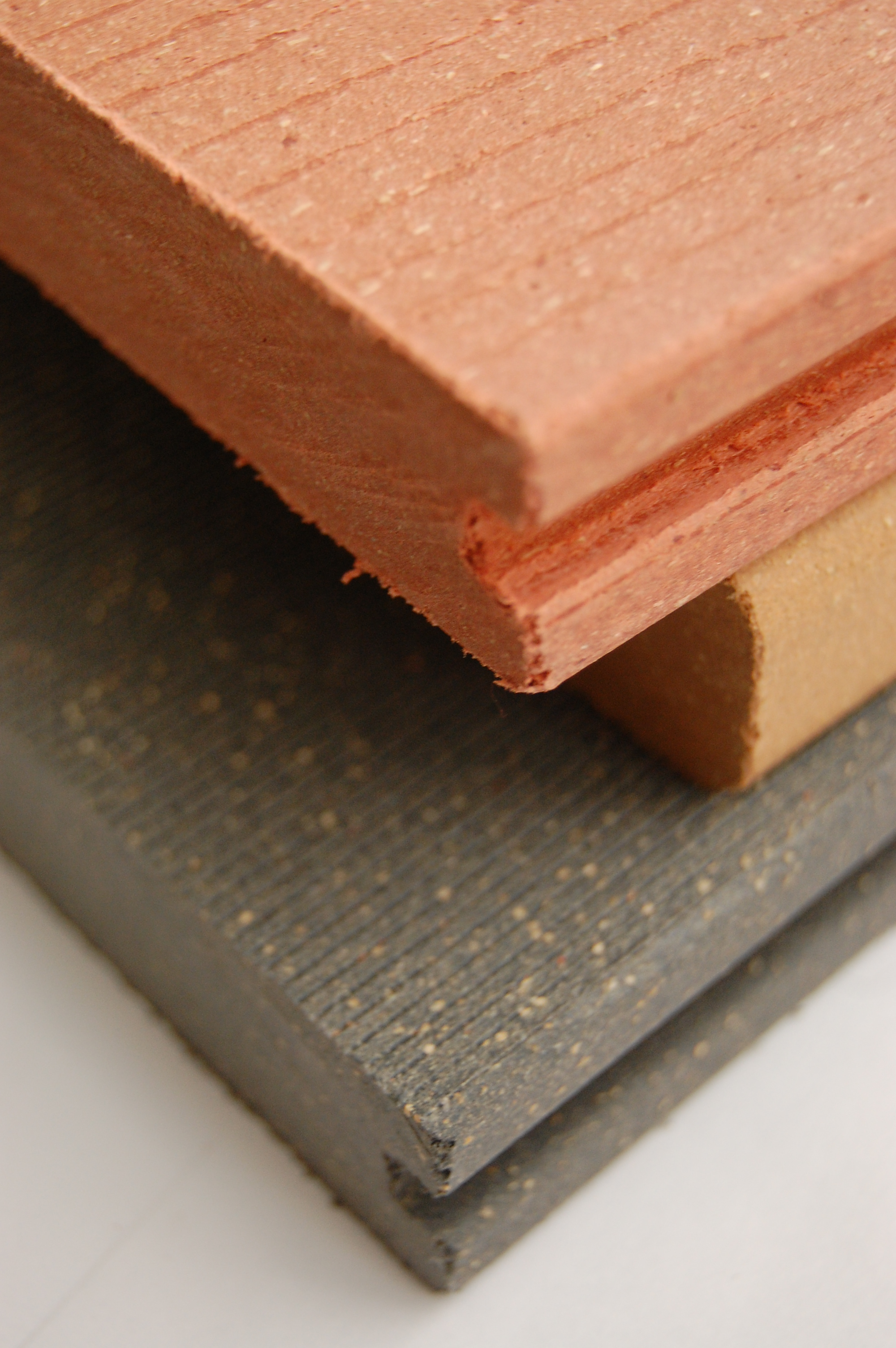
Дерево-пластиковий композит

Дерево-пластикові композити (ДПК англ. WPC) — композитні матеріали, виготовлені з деревного волокна/деревного борошна та термопластів, як-от поліетилен (PE), поліпропілен (PP), полівінілхлорид (PVC) або полілактид (PLA). 
На додаток до деревного волокна та пластику, ДПК також може містити інші лігноцелюлозні та/або неорганічні наповнювачі. ДПК, це підмножина більшої категорії матеріалів, котрі називаються композитами з натуральних волокон та пластику (NFPC), які можуть містити наповнювачі з волокон на основі целюлози, наприклад шкірки арахісу, кавове лушпиння, бамбук, солома, дигестат (продукт біоконверсії органічних матеріалів), тощо. 
Хімічні доданки здаються майже «невидимими» (за винятком мінеральних наповнювачів і барвників, якщо вони додаються) у речовині композиту. Вони забезпечують скупчення полімеру та деревного борошна (порошку), створюючи до того-ж придатні умови обробки.
Дерево-пластиковий композит є різновидом інженерної деревини. 

## Історія
Компанією, яка винайшла і запатентувала процес створення WPC, була Covema 1960 року з Мілана, заснована братами Террагні. Covema зареєструвала WPC під торговою назвою Plastic-Wood. За кілька років після винаходу Plastic-Wood, компанія Icma San Giorgio запатентувала перший процес додавання деревного волокна/деревного борошна до термопластів (ДПК).

## Використання
Також іноді відомі як композитна деревина, ДПК все ще є новими матеріалами порівняно з довгою історією натуральної деревини, як будівельного матеріалу. Для прикладу, у Північній Америці WPC найбільше використовуються для підлог просто неба, але вони також застосовуються для огороджень, парканів, пиломатеріалів для ландшафтного дизайну, личкування та сайдингу, паркових лавок, ліпнини та оздоблення, збірних будинків під торговою назвою Woodpecker WPC, віконних і дверних рам, а також внутрішніх меблів. Вперше WPC були представлені на ринку настилів на початку 1990-х років. Виробники стверджують, що WPC є більш екологічно чистим і вимагає менше догляду, ніж інші матеріали з цільної деревини, обробленої консервантами, або масиву деревини стійкої до гниття. Ці матеріали можна створювати з удаваними ознаками деревини або без них.

## Виробництво

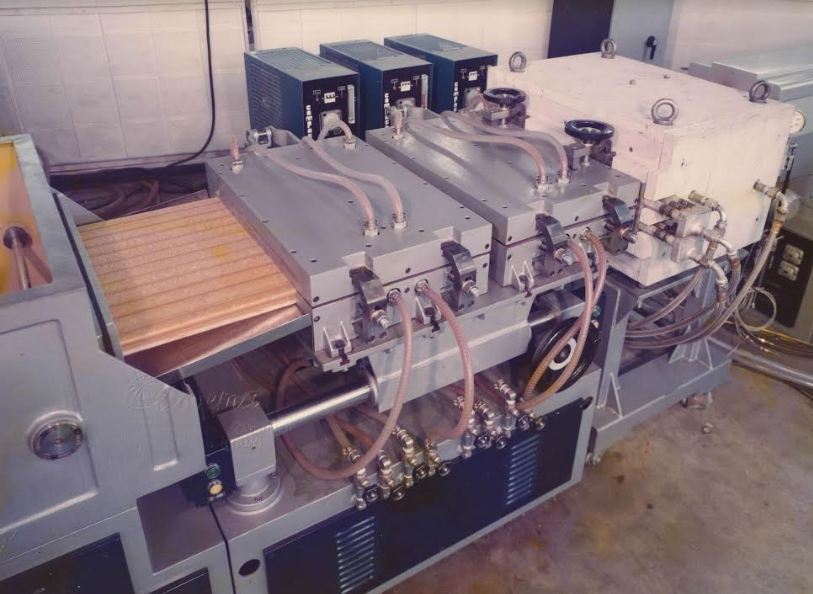
Перша екструзійна лінія для виготовлення пластикової деревини, виробництва Covema

ДПК виробляються шляхом ретельного змішування подрібнених деревних частинок і нагрітої термопластичної смоли. 
Найпоширенішим способом виробництва, є екструдування матеріалу до бажаної форми, хоча також використовується лиття під тиском. WPC можуть виготовлятися як із первинних, так і з перероблених термопластів, зокрема поліетилену високої щільності (HDPE), поліетилену низької щільності (LDPE), полівінілхлориду (ПВХ), поліпропілену (PP), акрилонітрил-бутадієнстиролу (ABS), полістиролу (PS), і полілактиду (PLA). ДПК на основі поліетиленів є найпоширенішими. Доданки, як-от барвники, зв’язувальні речовини, УФ- стабілізатори, піноутворювальні та мастильні речовини, допомагають пристосувати кінцевий виріб до цільової галузі застосування. Екструдовані ДПК, формують як суцільні так і порожнисті профілі. Також виробляється велика різноманітність деталей, відлитих під тиском, від автомобільних дверних панелей — до чохлів для мобільних телефонів. 
На деяких виробничих підприємствах складники об’єднуються та обробляються в грануляційному екструдері, який виробляє гранули з нового матеріалу. Потім гранули знову розплавляються і формуються в остаточну форму. Інші виробники виробляють готову деталь за один крок — змішування та екструзія.
Завдяки додаванню органічного матеріалу, WPC переважно обробляються за набагато нижчих температур, ніж звичайні пластмаси впродовж екструзії та лиття під тиском. ДПК, здебільшого, обробляються за температур приблизно на 28 °C нижчих, ніж наприклад, той самий матеріал без наповнення. Більшість з них почне горіти за температури близько 204 °C (400 °F). Обробка WPC за надмірно високих температур, збільшує ризик зсуву, опіку та зміни кольору внаслідок проштовхування занадто гарячої речовини крізь занадто малу заслінку коли відбувається лиття під тиском. Співвідношення деревини та пластику в композиті зрештою, визначатиме індекс  плинності розплаву (MFI) WPC, до того ж більша кількість деревини, зазвичай, призводить до нижчого MFI. 

## Вади і переваги
WPC не піддаються корозії і мають високу стійкість до гниття, розкладання та нападу морських бурильників (Limnoriidae), хоча вони поглинають воду в деревні волокна, закладені в матеріал. Водопоглинання є більш вираженим у WFC з гідрофільною матрицею, як-от PLA, що зрештою призводить до зниження механічної жорсткості та міцності. Стійкість у вологому середовищі, може бути покращена за допомогою обробки ацетилюванням. WPC мають хорошу оброблюваність та їм можна надавати різних обрисів за допомогою звичайних деревообробних інструментів. ДПК часто вважаються екологічно чистими матеріалами, оскільки вони можуть бути виготовлені з використанням переробленого пластику та відходів деревообробної промисловості. Хоча ці вироби продовжують термін служби використаних і викинутих матеріалів, вони зрештою мають власний значний час напіврозпаду; додані полімери та адгезиви ускладнюють повторну переробку WPC після використання. Однак їх можна легко переробити на новий WPC, як і бетон. Однією з переваг перед деревиною, є можливість створення виробів насправді будь-якої бажаної форми. Виріб WPC можна зігнути та закріпити, щоб утворити значні вигини. Ще однією важливою перевагою цих матеріалів, є відсутність потреби у фарбуванні. Вони виготовляються в різних кольорах, але широко доступні насамперед у сірих і земляних тонах. Попри вміст целюлози до 70% (хоча 50/50 зустрічається частіше), механічна поведінка WPC найбільше схожа на чисті полімери. Чисті полімери полімеризуються без додавання розчинників. Це означає, що WPC мають меншу міцність і жорсткість, ніж деревина, і їм притаманна залежність від часу та температури. Частинки деревини сприйнятливі до нападу грибків, хоча це не так помітно, як у твердої деревини, а полімерний складник вразливий до УФ-деградації. Цілком можливо, що міцність і жорсткість можуть бути знижені через почергове заморожування-відтавання, хоча випробування стосовно цього, станом на 2010-і, все ще тривали. Деякі склади WPC, чутливі до фарбування залежно від різних хімічних складників.  

## Сендвіч-дошки WPC
Плити WPC показують хорошу витривалість, але суцільні композитні листи є відносно важкими (частіше важчими за чисті пластмаси), що обмежує їхнє використання до застосувань, де невелика вага є важливою. WPC у вигляді сендвіч-структурованого композиту, дозволяє поєднати переваги узвичаєних дерево-полімерних композитів з легкістю технології сендвіч-панелей. Сендвіч-плити WPC складаються з дерево-полімерних композитних оболонок і зазвичай, полімерної серцевини низької щільності, що забезпечує значне підвищення жорсткості панелі. Сендвіч-дошки WPC використовуються переважно в автомобільній промисловості, транспорті та будівництві, але також розробляється їхнє застосування для виготовлення меблів. Нові просунуті і часто поєднані виробничі процеси, дозволяють виготовляти міцніші та жорсткіші сендвіч-дошки WPC за менших витрат, порівняно зі звичними пластиковими листами або суцільними панелями WPC.

## Ризики

### Вплив на довкілля
На рівень дії дерево-полімерних композитів стосовно довкілля, безпосередньо позначається співвідношення відновлюваних і невідновлюваних матеріалів. Зазвичай використовувані полімери на основі нафти, мають поганий вплив на навколишнє середовище, оскільки вони покладаються на невідновлювальну сировину та не піддаються біологічному розкладанню.

### Пожежна небезпека
Типи пластику, які зазвичай використовуються у рецептурах WPC, мають вищі показники пожежної небезпеки, за саму деревину, оскільки пластик має більший хімічний вміст тепла і може плавитися. Внесення пластику до складу композиту, призводить до підвищеної пожежної небезпеки щодо WPC, порівняно з деревиною. Деякі посадові особи ДСНС стають все більше стурбованими їхніми протипожежними властивостями (WPC).